# Aleksandr Rodimcew
Aleksandr Iljicz Rodimcew (ros. Александр Ильич Родимцев; ur. 23 lutego?/8 marca 1905 w Szarłyku, zm. 13 kwietnia 1977 w Moskwie) – radziecki dowódca wojskowy, generał pułkownik, dwukrotny Bohater Związku Radzieckiego (1937, 1945).

## Życiorys
W 1927 wstąpił do Armii Czerwonej. W latach 1936–1937 walczył w hiszpańskiej wojnie domowej po stronie Republiki, gdzie był jednym z najważniejszych radzieckich oficerów. W 1941 dowodził brygadą powietrznodesantową przeznaczoną do działań na granicy z Rumunią. W trakcie II wojny światowej odegrał ważną rolę w bitwie stalingradzkiej, która przyniosła mu drugi tytuł Bohatera Związku Radzieckiego. Dowodził 13 Gwardyjską Dywizją Strzelecką. Dywizja dostała niemal samobójcze zadanie odparcia Niemców między Kurhanem Mamaja i rzeką Carycą. Rodimcew był bardzo popularny wśród swoich żołnierzy i znany ze swej odwagi.
W 1943, po bitwie pod Stalingradem, dowodził 32 Gwardyjskim Korpusem Strzeleckim, który zawierał 13. i 66 Gwardyjską Dywizję Strzelecką oraz 6 Gwardyjską Dywizję Powietrznodesantową. 32 Korpus był elementem 5. Gwardyjskiej Armii, części Frontu Stepowego (dowodzonego przez marszałka Iwana Koniewa). Rodimcew poprowadził swój korpus do walki pod Kurskiem. Później walczył na Froncie Woroneskim, 2 i 1 Ukraińskim. Brał udział w bitwie o Dniepr, operacji znamiejskiej, kirowohradzkiej, lwowsko-sandomierskiej, wiślańsko-odrzańskiej, dolnośląskiej, berlińskiej i praskiej. Dowodzony przez niego korpus opanował Busko-Zdrój, Wodzisław i Pińczów, 17 stycznia 1945 wyróżnił się podczas zajmowania Częstochowy, 21 stycznia 1945 opanowała Kreuzburg (obecnie Kluczbork). W nocy na 25 stycznia 1945 dotarł do Odry, następnie zajął Brzeg i Oławę.
Po wojnie służył jako zastępca dowódcy Wschodniosyberyjskiego i Północnego Okręgu Wojskowego, a następnie w latach 1953–1956 pełnił funkcję attaché wojskowego w Albanii i doradcy albańskiego ministra obrony.

## Awanse
- generał major – 21 maja 1942;
- generał porucznik – 17 stycznia 1944
- generał pułkownik – 9 maja 1961[2].

## Odznaczenia
- Medal Złota Gwiazda Bohatera Związku Radzieckiego – dwukrotnie (22 października 1937, 22 czerwca 1945)
- Order Lenina – trzykrotnie
- Order Rewolucji Październikowej
- Order Czerwonego Sztandaru – czterokrotnie
- Order Bohdana Chmielnickiego I klasy
- Order Suworowa II klasy – dwukrotnie
- Order Kutuzowa II klasy
- Order Czerwonej Gwiazdy – dwukrotnie
- Medal 100-lecia urodzin Lenina
- Medal „Za obronę Stalingradu”
- Medal „Za obronę Kijowa”
- Medal „Za wyzwolenie Pragi”
- Medal „Za zwycięstwo nad Niemcami w Wielkiej Wojnie Ojczyźnianej 1941–1945”
- Medal jubileuszowy „Dwudziestolecia zwycięstwa w Wielkiej Wojnie Ojczyźnianej 1941–1945”
- Medal jubileuszowy „Trzydziestolecia zwycięstwa w Wielkiej Wojnie Ojczyźnianej 1941–1945”
- Medal „Weteran Sił Zbrojnych ZSRR”
- Medal jubileuszowy „XX lat Robotniczo-Chłopskiej Armii Czerwonej”
- Medal jubileuszowy „30 lat Armii Radzieckiej i Floty”
- Medal jubileuszowy „40 lat Sił Zbrojnych ZSRR”
- Medal jubileuszowy „50 lat Sił Zbrojnych ZSRR”
- I inne